# Christian Jott Jenny

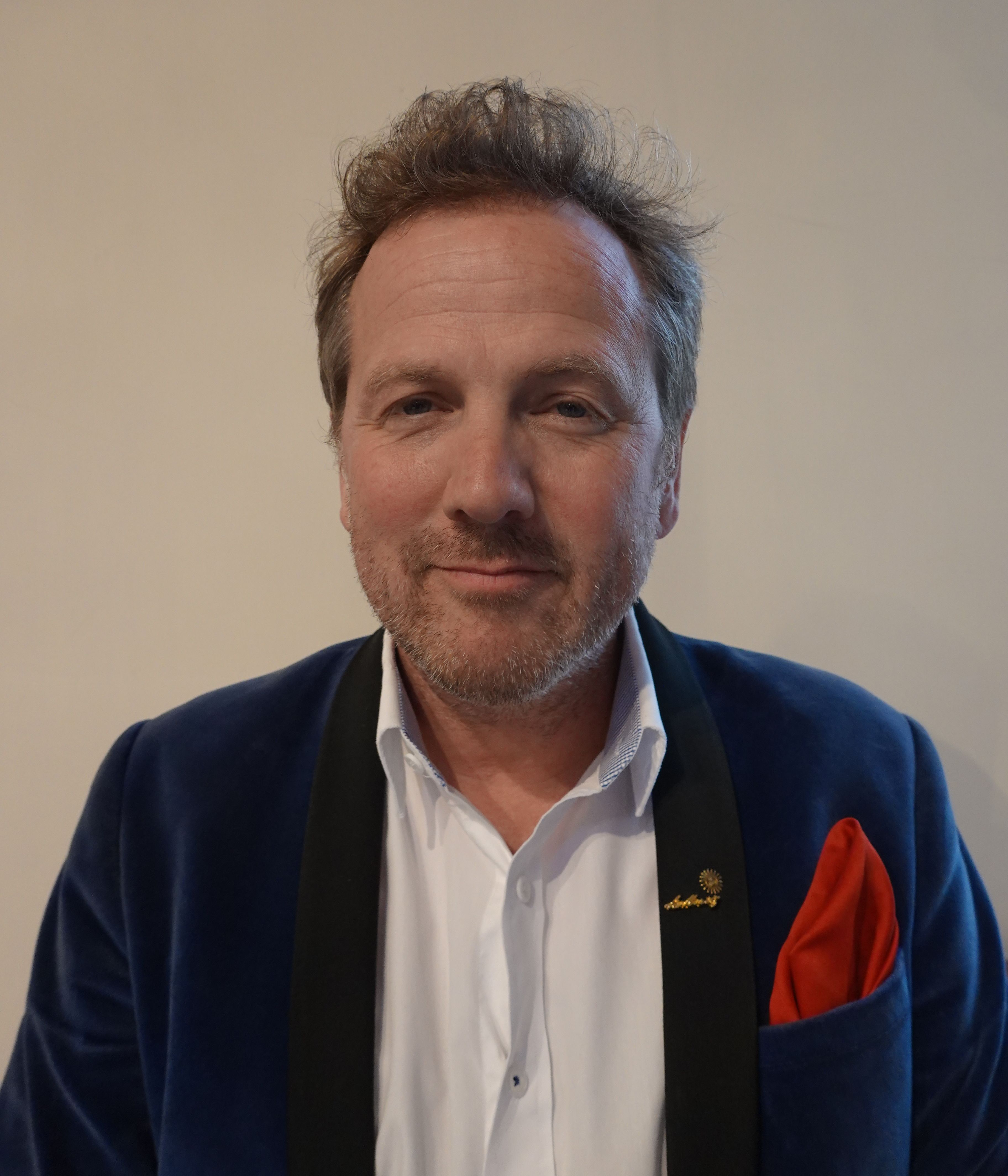
Christian Jott Jenny (2023)

Christian Jott Jenny (* 8. August 1978 in Zürich) ist ein Schweizer Sänger, Entertainer,  Produzent und Gemeindepräsident von St. Moritz.

## Leben und Tätigkeit
Jenny sang als Junge bei den Zürcher Sängerknaben und spielte in den Pumuckl-Hörspielen von Jörg Schneider mit. Bei den Salzburger Festspielen sang er in einer Solistengruppe der Zürcher Sängerknaben in Puccinis Tosca unter Herbert von Karajan und neben Luciano Pavarotti. Er studierte klassischen Gesang und Schauspiel in Berlin. Daneben widmete er sich verwandten Genres wie Musical und Operette. Als Tenor tritt er in der Schweiz und in Deutschland in Opern, Operetten, Musiktheatern oder an Liederabenden  auf. Jenny kreierte die Figur des Gesellschaftstenors Leo Wundergut, sein artistisches Alter Ego.
1997 gründete Jenny die Produktionsfirma Amt für Ideen, die  Musiktheater und ähnliche Programme produziert. 2007 rief er das Festival da Jazz in St. Moritz ins Leben, das er bis zu seiner überraschenden Wahl als Gemeindepräsident von St. Moritz als künstlerischer Leiter führte. Am 1. Januar 2019 wurde er Gemeindepräsident von St. Moritz. 2022 wurde er für weitere vier Jahre gewählt.

## Werkschau (Auswahl)
- 1991–1997: Jazz-Reihe Witike / Jazz@The Dolder Grand (Produzent)
- 1997–2000: Deus ex Machina – Musiktheater zum Millenium (Kurator und Produzent)
- 2000–2002: Lüthi und Blanc
- 2000: Street Scene (Sänger)
- 2003: Die sieben Todsünden (Sänger)
- 2003: Aufstieg und Fall der Stadt Mahagonny (Sänger)
- 2004–2006: Così fan tutte (Sänger)
- 2007–2012: Schubertiade Zürich (Kurator)
- 2007: Zimmerschtund – eine Alpenkammeroper (Sänger)
- 2008: Wiener Blut (Sänger)
- 2009: Z’Abig hät Züri en Zauber – Nostalgie in Nöten (Sänger und Produzent)
- 2011–2013: Don Giovanni (Sänger)
- 2011: Der kleine schwarze Niederdorf Hecht (Sänger und Produzent)
- 2015: Rotstift Reloaded (Schauspieler und Produzent)
- 2017, 2020, 2023: Trittligass, Freiluft-Musiktheater, Zürich
- 2018: Quand on n’a pas ce qu’on aime – die Krise als Chanson